# Torneo Dimayor
Categoría Primera B - obecna nazwa rozgrywek drugiej ligi piłki nożnej w Kolumbii (Dimayor).

## Kluby grające w Categoría Primera B
2010 rok
| Klub                    | Miasto          | Stadion                                | Pojemność | Debiut w II lidze | 2009     |
| ----------------------- | --------------- | -------------------------------------- | --------- | ----------------- | -------- |
| Academia FC             | Bogotá          | Estadio Compensar                      | 4500      | 2005              | 14       |
| Alianza Petrolera       | Barrancabermeja | Estadio Daniel Villa Zapata            | 8000      | 1992              | 18       |
| Atlético Bucaramanga    | Bucaramanga     | Estadio Alfonso López                  | 28 000    | 1995              | 2        |
| Atlético de la Sabana   | Sincelejo       | Estadio Arturo Cumplido Sierra         | 5000      | 2009              | 6        |
| Barranquilla FC         | Barranquilla    | Estadio Romelio Martínez               | 20 000    | 2005              | 16       |
| Bogotá FC               | Bogotá          | Estadio Alfonso López Pumarejo         | 15 000    | 2004              | 7        |
| Centauros Villavicencio | Villavicencio   | Estadio Manuel Calle Lombana           | 15 000    | 2002              | 9        |
| Deportivo Pasto         | Pasto           | Estadio Departamental Libertad         | 27 380    | 1996/97           | 18 (PFC) |
| Depor FC                | Cali            | Estadio Olímpico Pascual Guerrero      | 45 195    | 2005              | 17       |
| Deportivo Rionegro      | Rionegro        | Estadio Alberto Grisales               | 9000      | 1991              | 4        |
| Expreso Rojo            | Zipaquirá       | Estadio Municipal Los Zipas            | 2000      | 2003              | 8        |
| Itagüí Ditaires         | Itagüí          | Estadio Metropolitano Ciudad de Itagüí | 12 000    | 2008              | 3        |
| Juventud Girardot       | Girardot        | Estadio Luis Antonio Duque Peña        | 15 000    | 2008              | 12       |
| Pacífico FC             | Buenaventura    | Polideportivo El Cristal               |           | 2010              | 13       |
| Patriotas               | Tunja           | Estadio de La Independencia            | 20 000    | 2003              | 10       |
| Real Santander          | Floridablanca   | Estadio Álvaro Gómez Hurtado           | 7 000     | 2002              | 11       |
| Unión Magdalena         | Santa Marta     | Estadio Eduardo Santos                 | 23 000    | 2000              | 5        |
| Valledupar FC           | Valledupar      | Estadio Armando Maestre Pavajeau       | 10 000    | 2004              | 15       |

## Lista mistrzów II ligi kolumbijskiej
| Rok     | Mistrz                  | Wicemistrz              |
| ------- | ----------------------- | ----------------------- |
| 1991    | Envigado Fútbol Club    | Alianza Llanos          |
| 1992    | Atlético Huila          | Alianza Llanos          |
| 1993    | Cortuluá                | Fiorentina de Florencia |
| 1994    | Deportes Tolima         | Deportivo Antioquia     |
| 1995    | Atlético Bucaramanga    | Lanceros Boyacá         |
| 1995-96 | Cúcuta Deportivo        | Girardot FC             |
| 1996-97 | Deportivo Unicosta      | Lanceros Boyacá         |
| 1997    | Atlético Huila          | Cúcuta Deportivo        |
| 1998    | Deportivo Pasto         | Deportivo Pereira       |
| 1999    | Real Cartagena          | Itagüí FC               |
| 2000    | Deportivo Pereira       | Unión Magdalena         |
| 2001    | Deportes Quindío        | Deportivo Rionegro      |
| 2002    | Centauros Villavicencio | Alianza Petrolera       |
| 2003    | Bogotá Chicó            | Pumas de Casanare       |
| 2004    | Real Cartagena          | Deportivo Antioquia     |
| 2005    | Cúcuta Deportivo        | Bajo Cauca              |
| 2006    | La Equidad              | Valledupar FC           |
| 2007    | Envigado Fútbol Club    | Academia FC             |
| 2008    | Real Cartagena          | Deportivo Rionegro      |
| 2009    | Cortuluá                | Atlético Bucaramanga    |
| 2010    | Itagüí Ditaires         | Deportivo Pasto         |
| 2011    | Deportivo Pasto         | Patriotas Tunja         |
| 2012    | Alianza Petrolera       | América Cali            |
| 2013    | Uniautónoma             | Fortaleza Zipaquirá     |
| 2014    | Jaguares de Córdoba     | Quindío Armenia         |